# Tappuvirta
Tappuvirta är ett sund i Finland.   Det ligger på gränsen mellan landskapen Södra och Norra Savolax, i den sydöstra delen av landet, 290 km nordost om huvudstaden Helsingfors.